# Cantone di Plouzévédé
Il Cantone di Plouzévédé era una divisione amministrativa dell'arrondissement di Morlaix.
A seguito della riforma approvata con decreto del 13 febbraio 2014, che ha avuto attuazione dopo le elezioni dipartimentali del 2015, è stato soppresso.

## Composizione
Comprendeva i comuni di:
- Cléder
- Plouvorn
- Plouzévédé
- Saint-Vougay
- Tréflaouénan
- Trézilidé